# MAN TGA
La gamma di autocarri MAN TGA appartiene alla ditta tedesca specializzata nella produzione di autocarri, MAN SE. Il modello pesante appartenente alla gamma di autocarri dell´azienda, ha preso la sigla TGA a partire dal 2000 e dispone delle cabine M, L, LX, XL e XXL, sigle che a loro volta indicano la grandezza della cabina di guida. Nel 2006 è stata introdotta anche la cabina di guida denominata XLX. L'altezza del modello di questa cabina deriva dalla versione LX, mentre l'ampiezza dalla versione XXL. Nel febbraio 2007 la serie TGA fu fornita da sistema ESP e da motori di tipo D26.

## Caratteristiche particolari
Uno dei modelli di questa gamma ha permesso alla società di vincere nel 2001 il premio International Truck of the Year. MAN ha mirato a coprire il fabbisogno della costruzione di mezzi pesanti per il trasporto nazionale ed internazionale. Non è stata tuttavia tralasciata l'importanza della cosiddetta “green strategy” e la ditta tedesca si è adattata alle richieste del mercato concentrandosi anche sulla produzione di motori più rispettosi dell´ambiente.